# Торремолінос
Торремолінос (ісп. Torremolinos) — муніципалітет в Іспанії, у складі автономної спільноти Андалусія, у провінції Малага. Населення — 66 957 осіб (2010).
Муніципалітет розташований на відстані близько 430 км на південь від Мадрида, 12 км на південний захід від Малаги.

## Демографія
Динаміка населення (INE ):

## Уродженці
- Ману Торрес (*1989) — іспанський футболіст, захисник.

## Галерея зображень

Розташування муніципалітету у провінції Малага
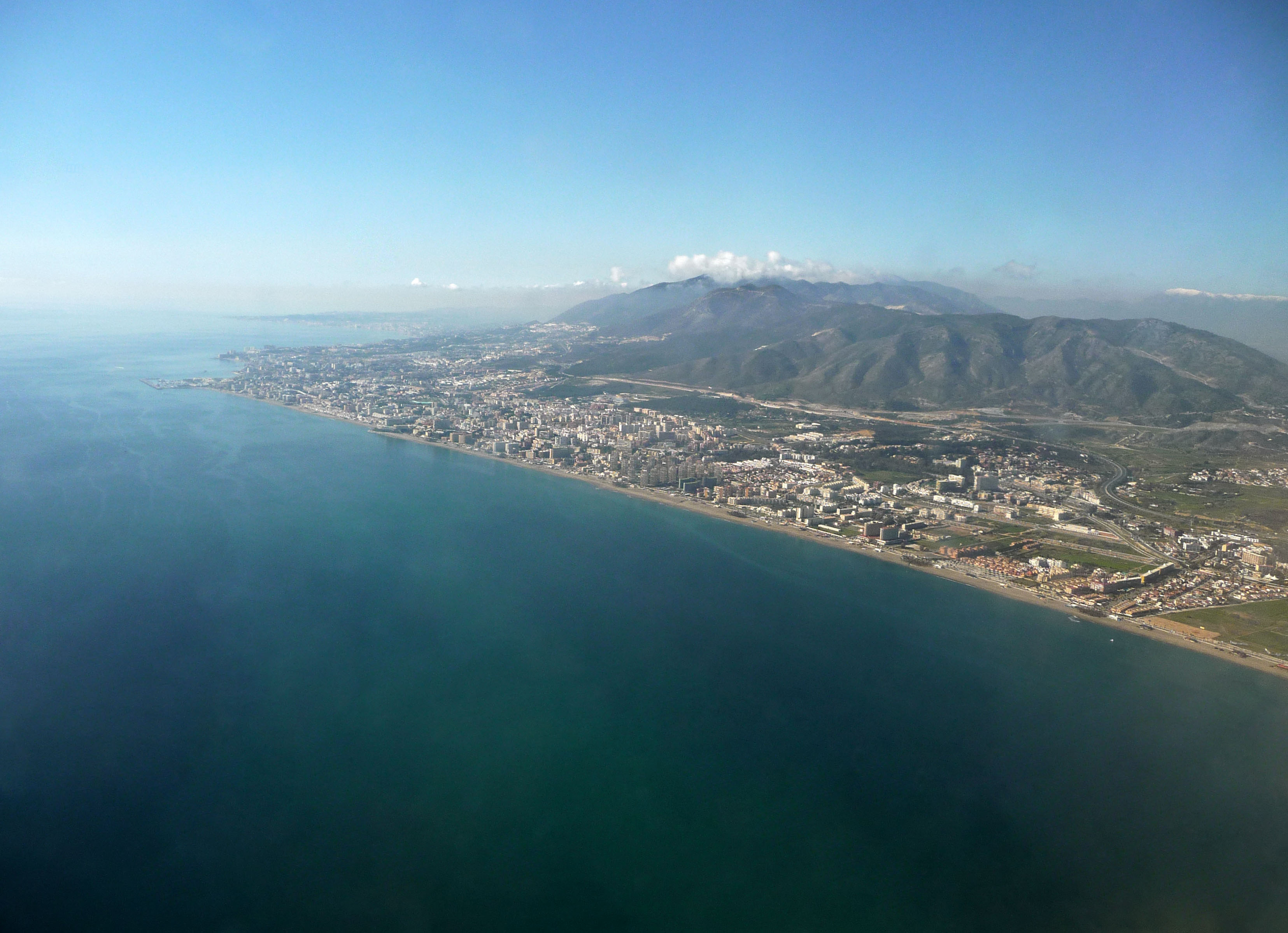
Торремолінос згори
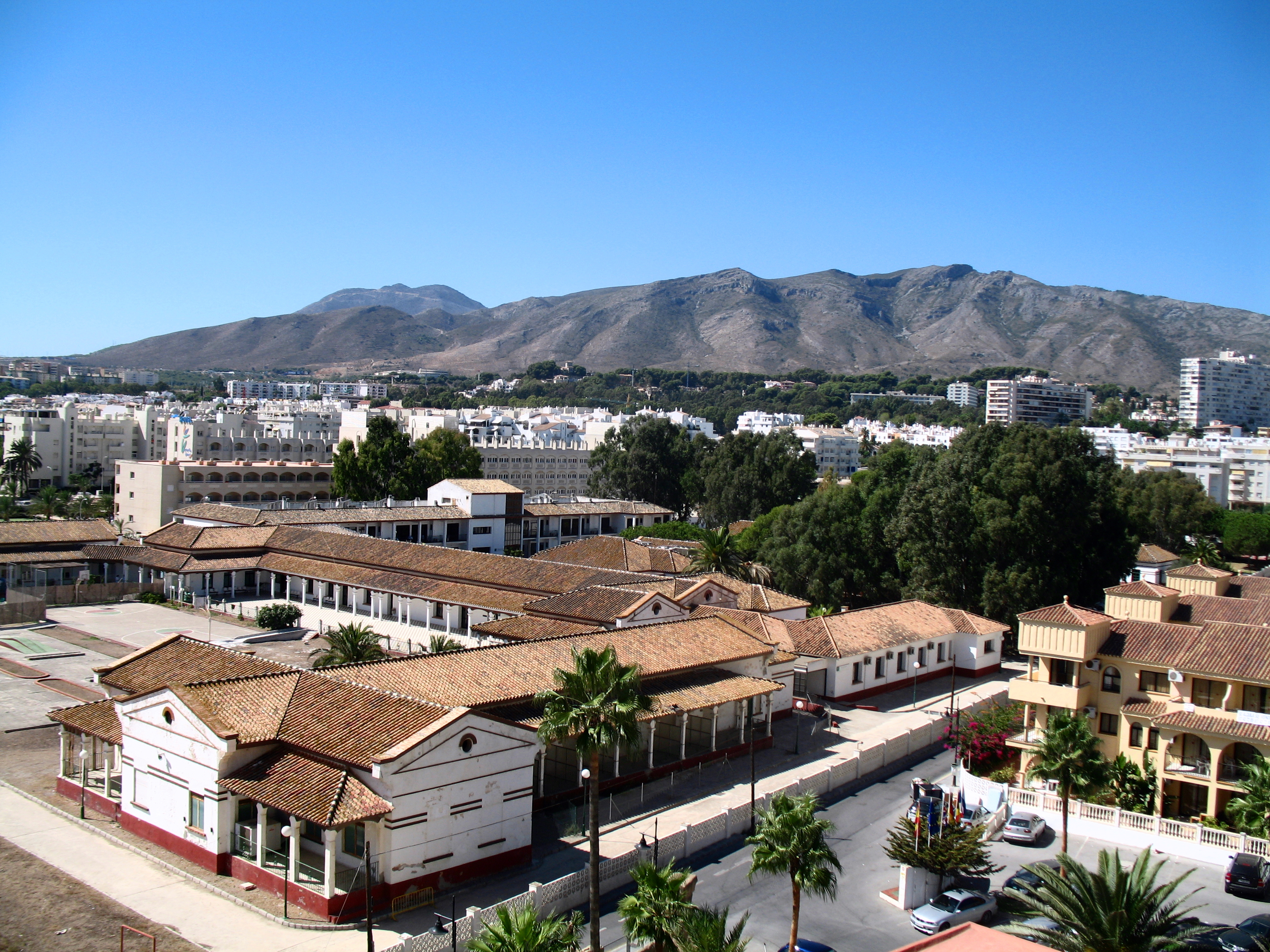
Торремолінос на фоні гір Сьєрра-де-Міхас
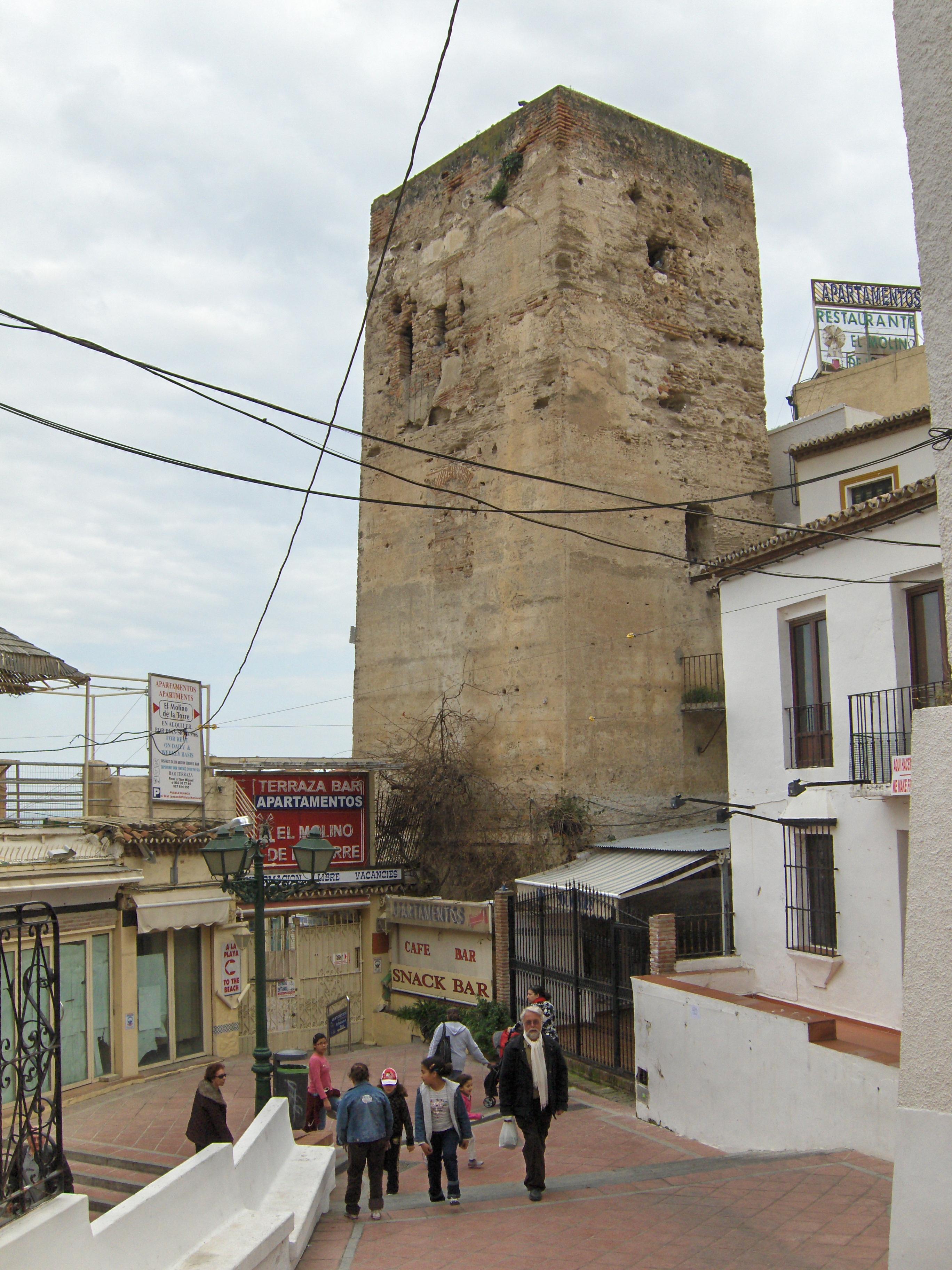
Вежа Лос-Молінос, що дала назву місту
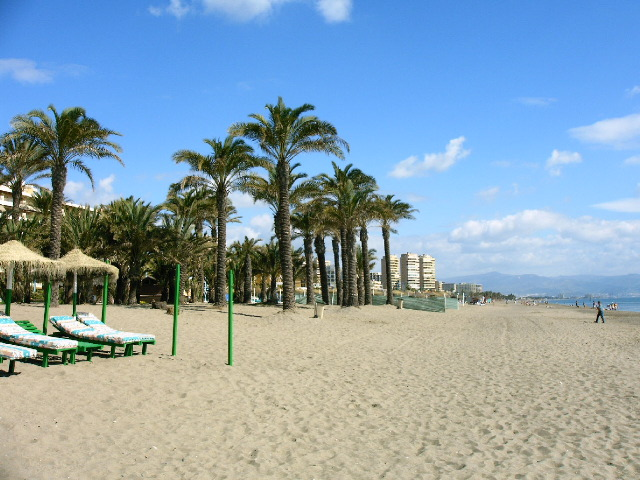
Пляж Ель-Бахондільйо